# Messa di voce
Messa di voce (en italià 'col·locar la veu') és un aspecte de la tècnica vocal del bel canto. Consisteix a cantar una nota amb una dinàmica de pianissimo i lentament obrir-la i fer-la més poderosa fins a un forte i després reduir-la fins a una dinàmica pianissimo com al principi. La soprano Montserrat Caballé va ser famosa per utilitzar aquesta tècnica com a gran efecte vocal. En l'actualitat es destaca la mezzosoprano italiana Cecilia Bartoli.